# De Deense Detective
De Deense Detective is een live uitgevoerd muzikaal hoorspel door het Rosa Ensemble voor de VPRO. Het hoorspel bestaat uit 22 delen.

## Productie
Het hoorspel werd live opgenomen in Theater Kikker te Utrecht. Tijdens de opnames werden de meeste geluiden live gemaakt met muziekinstrumenten. Andere geluiden zijn van tevoren opgenomen in een foleystudio. Het scenario is bedacht door Florain de Backere. Floris van Bergeijk maakte de compositie. Beiden spelen ook in het hoorspel samen met de andere leden van het Rosa Ensemble. Tijdens de opnames zijn ook video-opnames gemaakt met behulp van een bewakingscamera, de video's zijn beschikbaar gesteld op een website van de VPRO. 
De Deense Detective werd mede mogelijk gemaakt door: het Normafonds, de VPRO en het Fonds Podiumkunsten. 
De afleveringen van seizoen 1 duren ongeveer drie kwartier tot vijftig minuten. De aflevering van seizoen 2 zijn rond de vijfentwintig minuten. 

## Inhoud

### Seizoen 1 - 2018
Tijdens het eerste seizoen is het songfestival van 2018 aanstaande. Een van de grote kanshebbers is de Zweedse zangers Liv Ljunggren en haar band. Wanneer de zangeres aangetroffen wordt op een brandende bouwplaats is het aan inspecteurs Chris Coubergh en Henry Holder om dit mysterie op te lossen. Door het internationale karakter van de zaak verschijnt er al snel een Deense Europol detective op het toneel.
| Aflevering | Titel        |
| ---------- | ------------ |
| #1         | Intocht      |
| #2         | Help ons     |
| #3         | Het Woeden   |
| #4         | Betaaldag    |
| #5         | De heilige   |
| #6         | Het offerlam |
| #7         | Eeuwig licht |

### Seizoen 2 - 2022
In seizoen 2 is Chris Coubergh oneervol ontslagen bij de politie en gescheiden van zijn vrouw de officier van justitie Caroline Kaldehoven. Hij ligt met zijn ex-vrouw in de clinch over het voogdijschap van hun zoontje Caspar. Caroline is als officier van justitie verwikkeld in een zaak tegen een machtige vastgoedmagnaat. Het zoontje Caspar verdwijnt en zou ontvoert zijn, tijdens de zoektocht naar het jongetje lijkt het erop dat de Deens detective weer van zich laat horen. 
| Aflevering | Titel         |  | Aflevering | Titel      |
| ---------- | ------------- |  | ---------- | ---------- |
| #1         | Dromen        |  | #9         | Drie       |
| #2         | Doven         |  | #10        | Dimensies  |
| #3         | Door daglicht |  | #11        | Donderen   |
| #4         | De Dis Danst  |  | #12        | Daderdag   |
| #5         | Daarom        |  | #13        | Duiding    |
| #6         | Doolt         |  | #14        | Doordringt |
| #7         | De Dybbuk     |  | #15        | De Dwazen  |
| #8         | Drink Donker  |  |            |            |

## Medewerkers
- Florian de Backere - scenario, spel

- Floris van Bergeijk - compositie, toetsen, spel

- Diamanda La Berge Dramm - viool, spel
- Daniel Cross - percussie, spel
- Peter Jessen - productie, bas, spel
- Koen Kaptijn - spel, trombone, geluiden
- Sebastiaan Pos - geluidstechniek
- Bart Kiene - hoorspeladvies
- Brian de Vore - hoorspeladvies, script-consulent
- Wouter Eizenga - hoorspeladvies
- Amger de Saeger - kostuums
- Maria Nordén - zangeres Liv Ljunggren